# Helen Bee
Helen Bee (1939) é uma psicóloga estadunidense, autora de vários livros sobre desenvolvimento humano.  

## Biografia
Nascida em 1939, é uma das duas filhas de Austin Bee. Bacharelou-se pelo Radcliffe College em 1960 (magna cum laude) e seu Ph.D. pela Stanford em 1964, sob a orientação de Robert Sears e Eleanor Maccoby.
Após dois anos como professora assistente na Clark University, em Worcester, MA, Dr. Bee foi para a Universidade de Washington, onde lecionou por 7 anos, recebendo seu título durante esse período. Após deixar a universidade, ela se tornou escritora em tempo integral.
Mundialmente conhecida por seu livro "The Developing Child", com nove edições. Seu livro preferido, entretanto, é "The Journey of Adulthood", que inclui pela primeira vez em textos do gênero um capítulo sobre desenvolvimento espiritual.
Bee vive atualmente em Orcas Island, em Washington. Ela é casada desde 1991 com Carl R. de Boor, um professor da University of Wisconsin-Madison. Foi casada com George Douglas e teve dois filhos desse casamento, Rex e Arwen.
Aposentada, é voluntária em inúmeras organizações sem fins lucrativos na ilha Orcas.

## Principais obras
- The Developing Child (A Criança em Desenvolvimento, no Brasil, pela ARTMED, 2003, 9ª ed)
- The Journey to Adulthood by Helen Bee and Barbara Bjorklund U.S.A. Prentice Hall. 1999. 0130109533
- Essentials of Child Development and Personality; Helen Bee
- Lifespan Development by Helen Bee and Denise Boyd
- Child and Adolescent Development (9ª ed.) Bee, H. (2000). [e-text]. Boston, MA: Pearson Custom Publishing.